# Makio Inoue
 (août 2016).
Si vous disposez d'ouvrages ou d'articles de référence ou si vous connaissez des sites web de qualité traitant du thème abordé ici, merci de compléter l'article en donnant les références utiles à sa vérifiabilité et en les liant à la section « Notes et références ».
Makio Inoue (井上 真樹夫, Inoue Makio), né le 30 novembre 1938 à Yamanashi et mort le 29 novembre 2019, est un acteur de doublage japonais (seiyū). 

## Biographie
(août 2016).
Le contenu est difficilement compréhensible vu les erreurs de traduction, qui sont peut-être dues à l'utilisation d'un logiciel de traduction automatique.
Makio Inoue a commencé à doubler dans les années 1960, en faisant les petits rôles notamment dans Astroboy, et il a été l'acteur de choix pour la voix grave masculine dans les années 1970. Plus récemment, il est rarement sur de nouveaux rôles. Il s'est fait le plus remarquer pour deux de ses travaux de longue haleine. Le premier est le doublage du personnage de Captain Harlock (dans l'anime du même nom) qu'il a tenu à partir de 1978, à travers les années 1980 et 1990, jusqu'à ce que la renommée de l'anime soit affadie par le succès de Kōichi Yamadera de Neon Genesis Evangelion et la renommée de Cowboy Bebop en 1998. Son second rôle de longue haleine est le doublage du personnage de Goemon Ishikawa XIII de Lupin III de 1977 à 2011 (en prenant le relais de Chikao Ōtsuka, qui a joué le rôle en 1971 et 1972). Il a été remplacé dans le rôle de Goemon par Daisuke Namikawa. 
Il a été affilié à Aoni Production.

## Filmographie[2]

### Séries d’animation

#### Années 1960
- 1963 : Astro Boy
- 1964 : Big X
- 1965 : The Amazing 3
- 1965 : Le Roi Léo
- 1967 : La Princesse Chevalier : le prince Frank
- 1968 : Sabu à Ichi Torimono Hikae : Sabu
- 1968 : Star des Géants : Mitsuru Hanagata

#### Années 1970
- 1970 : Attaque no 1 : Mitamura
- 1971 : Nathalie et ses amis : Fanny
- 1972 : Devilman : Iwao Himura/Himmler
- 1972 : Dokonjō Gaeru : Hanagata
- 1973 : Babel II : Aoki
- 1975 : Brave Raideen : Riki Jinguuji
- 1976 : Candy Candy : William Albert Ardlay
- 1976 : Gaiking : Peter Richardson
- 1977 : Lupin III Partie II : Goemon Ishikawa XIII
- 1978 : Space Pirate Captain Harlock :Captain Harlock

#### Années 1980
- 1981 : Les Aventures de Pollen : Phoenix
- 1982 : Arcadia de ma jeunesse: Infinies Orbite SSX : Captain Harlock
- 1982 : Gyakuten! Ippatsuman : Minamoto no Yorimitsu
- 1984 : Lupin III Partie III : Goemon Ishikawa XIII
- 1989 : Lupin III : Au revoir Lady Liberty : Goemon Ishikawa XIII

#### Années 1990
- 1990 : Lupin III : Le Mystère des papiers Hemingway! : Goemon Ishikawa XIII
- 1991 : Lupin III : Voler le dictionnaire de Napoléon! : Goemon Ishikawa XIII
- 1992 : Lupin III : De la Russie avec l'Amour : Goemon Ishikawa XIII
- 1993 : Lupin III : Voyage to Danger : Goemon Ishikawa XIII
- 1994 : Lupin III : Le Dragon de Doom : Goemon Ishikawa XIII
- 1995 : Lupin III : La Poursuite du trésor d'Harimao : Goemon Ishikawa XIII
- 1996 : Lupin III : Le Secret de Twilight Gemini : Goemon Ishikawa XIII
- 1997 : Lupin III : L'Île des Assassins : Goemon Ishikawa XIII
- 1998 : Lupin III : Crise à Tokyo : Goemon Ishikawa XIII
- 1999 : Lupin III : Fichiers Columbus  : Goemon Ishikawa XIII

#### Années 2000
- 2000 : Lupin III : Raté par un dollar : Goemon Ishikawa XIII
- 2001 : Lupin III : Alcatraz Connection : Goemon Ishikawa XIII
- 2002 : Lupin III : Épisode 0 : Premier Contact : Goemon Ishikawa XIII
- 2003 : Lupin III : Operation : Return the treasure  : Goemon Ishikawa XIII
- 2004 : Lupin III : Stolen Lupin, The Copy Cat Is a Midsummer's Butterfly : Goemon Ishikawa XIII
- 2004 : Samurai Champloo : Mariya Enshirou
- 2005 : Lupin III : An Angel's Tactics – Fragments of a Dream Are the Scent of Murder : Goemon Ishikawa XIII
- 2006 : Lupin III : Seven Days Rhapsody : Goemon Ishikawa XIII
- 2007 : Lupin III : Fugacité de la Brume : Goemon Ishikawa XIII
- 2008 : Lupin III : Sweet Lost Night, Magic Lamp's Nightmare Premonition : Goemon Ishikawa XIII
- 2009 : Lupin le 3e vs Détective Conan : Goemon Ishikawa XIII

#### Années 2010
- 2010 : Lupin III : The last job : Goemon Ishikawa XIII

### OVA
- 1989 : Legend of the Galactic Heroes : Flottillenadmiral Ansbach
- 1998 : Queen Emeraldas : Captain Harlock
- 2002 : Lupin III : le Retour du magicien : Goemon Ishikawa XIII
- 2008 : Lupin III : Greenvs Red : Goemon Ishikawa XIII

### Films d’animation
- 1978 : Lupin III : le Mystère de Mamo : Goemon Ishikawa XIII
- 1979 : Lupin III : Le Château de Cagliostro : Goemon Ishikawa XIII
- 1979 : Galaxy Express 999 : Captain Harlock
- 1981 : Mobile suit Gundam : les Soldats de la tristesse : Slegger de la Loi)
- 1981 : Adieu Galaxy Express 999 : Captain Harlock
- 1982 : Mobile suit Gundam : Rencontres dans l'Espace : Slegger de la Loi
- 1985 : Lupin III : Légende de l'or de Babylone : Goemon Ishikawa XIII
- 1986 : Toki no Tabibito - Temps inconnu - : Toshito Kutajima
- 1995 : Lupin III : Adieu à Nostradamus : Goemon Ishikawa XIII
- 1996 : Lupin III : Mort ou vivant : Goemon Ishikawa XIII

### Jeux vidéo
- 1999 : Zombie Revenge : Rikiya Busujima
- 2001 : Kessen II : Cao Cao
- 2010 : Kingdom Hearts Birth by Sleep : maître Eraqus
- 2019 :  Super Robot Wars T : capitaine Harlock

### Tokusatsu
- 1975 : Akumaizer 3 : Zabitan

### Autres doublages
- 1970 : Le Baiser du vampire : Carl Ravna (Barry Warren)
- 1971 : La Grande Évasion : Lt. Cmdr. Eric Ashley-Pitt (David McCallum)
- 1974 : Les Sept Mercenaires : Chico (Horst Buchholz)
- Help! : Paul McCartney
- La Plus Grande Histoire jamais contée : Judas Iscariote (David McCallum)
- Cassandra Crossing : Grands Stark (John Phillip Law)